# 扬·切尔斯基
扬·斯坦尼斯瓦夫·弗朗齐歇克·切尔斯基（Jan Stanisław Franciszek Czerski，1845年1月3日—1892年6月25日），俄国名字为伊万·杰缅季耶维奇·切尔斯基（Иван Дементьевич Черский），波兰探险家。
切尔斯基出生于一个具有立陶宛和白俄罗斯血统的波兰贵族家庭，1863年他在高中毕业后于维尔纳参加了反抗俄国统治的一月起义。起义失败后，切尔斯基被捕，在被削去贵族称号并剥夺全部领地后，他被流放至黑龙江边的布拉戈维申斯克（海兰泡）。在途中，他被转送至鄂木斯克附近的一个劳改营。
在劳改营，切尔斯基结识了一批波兰和俄国学者，从他们那里得到了一些关于西伯利亚自然研究的书籍，出于对这片土地的热爱，他于是积极学习，开始在营地周边进行一些探险活动。
1869年，切尔斯基的服役期满，但是他并没有获得回到波兰的许可，同样也无法进入大学学习。他的论文被禁止发表，俄罗斯地理协会也拒绝了他的加入申请。切尔斯基于是坚持在鄂木斯克居住了下来，以当教师为生。
1871年，切尔斯基获准移居伊尔库茨克，在当地找到一份博物馆工作。在其他波兰爱国者的帮助下，切尔斯基得以加入俄罗斯地理协会，从而能够获得资金支持进行探险活动。他是第一位绘制出贝加尔湖沿岸地图的人，三次获得俄罗斯地理协会颁发的金质奖章。
1883年，切尔斯基被俄国政府赦免，他的贵族身份也被恢复，1886年他移居圣彼得堡，其后他又多次率领探险队前往西伯利亚探险。1892年他在一次对奥莫隆河进行的探险中去世。
为了纪念他，有许多地区以其名字命名，包括：切尔斯基山脉、切尔斯基峰（贝加尔山脉主峰）、切尔斯基谷（萨彦岭中一河谷）等。

## 延伸阅读
- Przegląd Geologiczny, nr 11, 1962.
- Sidorski D., Zielony ocean, Ossolineum, 1973.
- Twarogowski J., Poczet wielkich geologów, Warszawa 1974.
- Wójcik Z., Jan Czerski, Wydawnictwo Lubelskie, Lublin 1986.